# Terror- und Sabotageerlass
Am 30. Juli 1944 wurde mit dem Terror- und Sabotageerlass die deutsche Besatzungsgerichtsbarkeit bei der Bekämpfung von Gewalttaten der Zivilbevölkerung ausgeschlossen.

## Geschichte
Am 26. Juni 1944 setzte nach der Hinrichtung von acht Widerstandskämpfern und einer abendlichen Ausgangssperre der Kopenhagener Volksstreik ein, der die Stadt vollständig lahm legte. Daraufhin verhängte Generalleutnant Ernst Richter den militärischen Ausnahmezustand über die Stadt. Am 1. Juli trug Wilhelm Keitel im Führerhauptquartier den Fortgang des Streiks vor und Adolf Hitler sprach ein direktes Verbot der gerichtlichen Aburteilung von Terroristen und Saboteuren für alle besetzten Gebiete aus. Die Anschläge der dänischen Widerstandsbewegung sollten ausschließlich mit Gegenterrormaßnahmen statt mit juristischen Mitteln bekämpft werden. Das Feldgericht in Kopenhagen musste umgehend seine Tätigkeit einstellen.
Nach dem mündlichen Verbot vom 1. Juli 1944 wurde der sogenannte Terror- und Sabotageerlass für die besetzten Gebiete am 30. Juli 1944 schriftlich festgehalten:
1. Die Truppe,‹ – SS und so weiter – ›haben Terroristen und Saboteure... sofort an Ort und Stelle niederzukämpfen.
2. Wer später ergriffen wird, ist der nächsten örtlichen Dienststelle der Sicherheitspolizei und des SD zu übergeben.
3. Mitläufer, besonders Frauen, die nicht unmittelbar an Kampfhandlungen teilnehmen, sind zur Arbeit einzusetzen. Kinder sind zu schonen.[5]

Ein Durchführungserlass des Oberkommandos der Wehrmacht (OKW) vom 18. August ergänzte, dass auch Zivilisten, die die Sicherheit oder Schlagkraft der Besatzungsmacht ohne Gewalttaten gefährdeten, ebenfalls der Polizei zu überstellen seien. Ein Begleiterlass des OKW vom gleichen Tag bestimmte, dass laufende gerichtliche Verfahren der Kriegsgerichte gegen nichtdeutsche Zivilisten auszusetzen seien. Die Täter sollten der Sicherheitspolizei übergeben werden. Das bedeutete eine weitere Verschärfung des Nacht- und Nebelerlasses.